# IDEF3
IDEF3 (англ. Integrated DEFinition for Process Description Capture Method) — методология моделирования и стандарт документирования процессов, происходящих в системе. Метод документирования технологических процессов представляет собой механизм документирования и сбора информации о процессах. IDEF3 показывает причинно-следственные связи между ситуациями и событиями в понятной эксперту форме, используя структурный метод выражения знаний о том, как функционирует система, процесс или предприятие.

## Применение
IDEF3 широко применяется при разработке информационных систем.
При этом используется инструмент визуального моделирования бизнес-процесc.

## Описание

### Два типа диаграмм в IDEF3
Система описывается как упорядоченная последовательность событий с одновременным описанием объектов, имеющих отношение к моделируемому процессу.
IDEF3 состоит из двух методов. Process Flow Description (PFD) — Описание технологических процессов, с указанием того, что происходит на каждом этапе технологического процесса. Object State Transition Description (OSTD) — описание переходов состояний объектов, с указанием того, какие существуют промежуточные состояния у объектов в моделируемой системе.
Основу методологии IDEF3 составляет графический язык описания процессов. Модель в нотации IDEF3 может содержать два типа диаграмм:
- диаграмму Описания Последовательности Этапов Процесса (Process Flow Description Diagrams, PFDD)
- диаграмму Сети Трансформаций Состояния Объекта (Object State Transition Network, OSTN)

### Компоненты диаграммы описания процесса
Диаграмма IDEF3 Process Flow Description может состоять из 5 основных описательных блоков:
- работы (boxes, activities)
- стрелки или связи (arrows, links)
- перекрёстки (junctions)
- объекты ссылок
- Единицы поведения

### Decomposition
- Elaboration